# 威廉·亨利

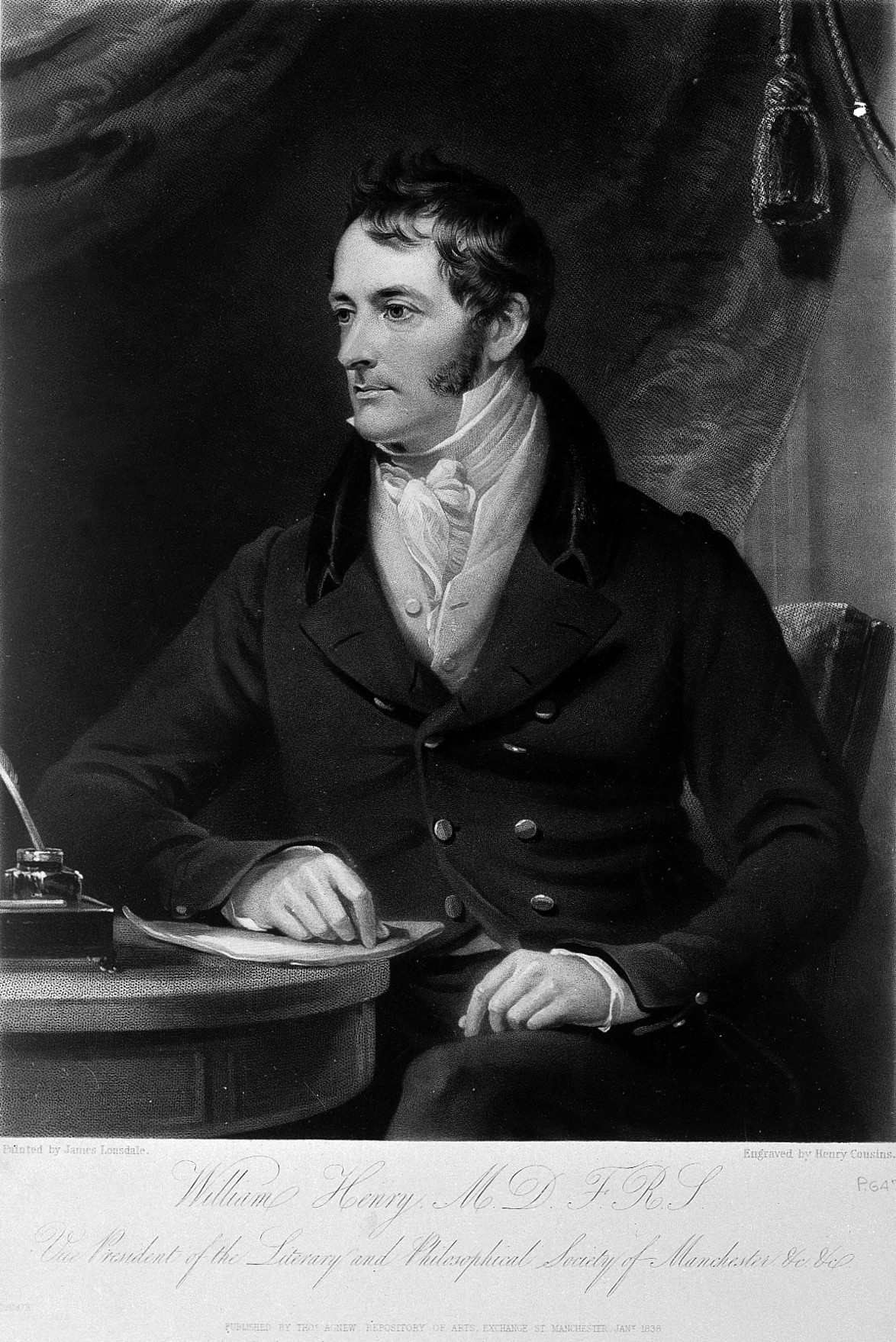
威廉·亨利

威廉·亨利（英語：William Henry，1775年12月2日—1836年9月2日），英國化學家、医生。他研究气体在水中的溶解性，发现了亨利定律。1808年以此发现获得了科普利奖章。

## 生平
1774年12月12日，威廉·亨利出生在英國曼徹斯特，父親湯瑪士·亨利（1734－1816）是一位藥劑師和化学家。曼徹斯特是英國很早就有名的紡織業中心。十三世紀起，因為曼徹斯特紡織業的發展，所以引起曼徹斯特化學的發達。大约十岁时，威廉·亨利被掉下的横梁砸伤，这次受伤造成的神经痛伴随了他的一生。1790年威廉·亨利担任曼彻斯特最好的医生托馬斯·珀西瓦爾（Thomas Percival）的秘书。1795年威廉·亨利進入愛丁堡大學学习医学。一年之後，他中断学业，到父親的药房和生产镁的企业擔任助手。
1801年威廉·亨利发表了他的《化学提要》（Epitome of Chemistry），他接受了拉瓦锡的氧化说。1804年亨利写到“在恒定的温度下，压缩空气和空气在水中的溶解度是一样的”这就是亨利定律。他还曾經說過：“每一種氣體對於另一種氣體來說，等於是一種真空。”他的這句話當時曾經引起一些科學家的反對。道爾頓用實驗證明了亨利的意見是正確的；同時也由此為道爾頓的分壓定律，建立了可靠的基礎。他在1805年進行了大量的研究工作，主要是關於氣體烷烴的混合物的分析，他這方面的研究工作，幫助了道爾頓原子說的迅速推廣。由于他在气体溶解性上的研究，1808年他获得了科普利奖章。1809年当选皇家学会会员。
1805年，威廉·亨利又回到愛丁堡大學繼續學業。1807年完成醫學博士學位，博士研究課題是關於尿酸的。他具有泌尿科醫生的开业资格，也發表了不少關於泌尿疾病的論文，但神经痛使他中止了行医，主要进行化學實驗工作。
1968年斯科特（E.L.Scott）寫過一篇文章，說明道爾頓的原子論是受到亨利的啟發的。文章的題目是《道爾頓和威廉·亨利》，刊載在《約翰·道永頓和科學的進程》一書，另外也有類似的文章，載在著名的科學史雜誌《Isis》1956年號上。威廉·亨利和約翰·道爾頓（John Dalton，1766—1844）兩人是曼徹斯特從事化學研究的科學家，也都是早期曼徹斯特文學和哲學學會的會員，所以他們過從甚密，相互學習，在原子理論的建立上起了重要作用。
從1809年起，亨利利用他的分析技術，證明氨裏面並不含有氧，推翻了當時漢弗里·戴維認為氨裏含有氧元素的錯誤見解。1824年亨利利用了他的實驗技術，證明了給呂薩克定律的正確性；同時他又用實驗證明了氮有好幾種氧化物。從1824年亨利發表最後一篇論文以後，因為身體日漸衰弱，他不能再從事化學研究了，但他坚持修订自己的化学著作，包括《化學三部曲》（An Epitome of Chemistry in Three Parts），初版於1801年，先後經過四版之多，和《實驗化學綱要》（The Elements of ExperimentaI Chemistry），初版於1802年，前後修訂達十一版，到1830年才停止再版。
威廉·亨利还曾對於殺菌問題作了一些實驗，认为通过焚烧霍乱患者的衣物可以阻止霍乱传播。可惜他的工作並沒有受到當時人們的注意。一直到幾十年後，巴斯德證明了病菌可以通過加熱被消毒，從而成為醫學上極重要的發明。實際上，亨利是最早發明消毒方法的人，可是被人們忽視了。
亨利童年受的傷導致其一生受週期性的疼痛，晚年更因為嚴重的頭痛和失眠，幾乎無法工作，他於1836年9月2日離開人世，終年62歲。